# Дейч Лев Григорович
Дейч Лев Григорович (26 вересня 1855 , Тульчин, Подільська губернія  — 4 серпня 1941 , Москва ) — відомий діяч міжнародного соціалістичного руху, один із засновників марксистської групи «Визволення праці», затим один із лідерів РСДРП. Історик.

## Життєпис
Народився у місті Тульчині (тепер Вінницької області) у єврейській купецькій родині .
Від трьох років жив у Києві . Навчався у Першій, а згодом у Другій київських гімназіях.
1874 року брав участь у «ходінні в народ» .
В Україні, а, згодом, у Санкт-Петербурзі навчався, товаришував і співпрацював у справах революційного руху з відомими революціонерами Гергієм Плехановим, Іваном Фесенком, Федором Щеколдіним, Павлом Аксельродом та Левом Мечниковим, а також українським громадським діячем і меценатом, знайомим і товаришем Михайла Коцюбинського, Євгена Чикаленка і Павлом Бохановським.
1876 року був заарештований, але втік і перейшов на нелегальне становище. В 1877 — один з організаторів так званої Чигиринської змови — виступу селян Чигиринського повіту, спровокованого підробною царською грамотою. Знову заарештований, у травні 1878 втік з київської в'язниці до Швейцарії. В 1879 приїхав до Санкт-Петербурга, де став членом революційної організації «Земля і воля», а після її розколу — організації «Чорний переділ». У 1880 емігрував. Разом із Г. Плехановим, П. Аксельродом брав участь у створенні першої російської марксистської групи «Визволення праці» (Швейцарія 1883). З 1884 по 1901 перебував на каторзі. З 1903 — один із лідерів меншовиків. У 1907–1917 — в еміграції. Після Лютневої революції повернувся до Росії. До Жовтневої революції поставився негативно, від політичної діяльності відійшов, працював над виданням літературної спадщини Плеханова. Опублікував спогади «За півстоліття», монографію «Роль євреїв в російському революційному русі». З 1928 — персональний пенсіонер.